# Chloe Esposito
Chloe Esposito (19 de setembre de 1991) és una tiradora i competidora de pentatló modern australiana. Va competir als Jocs Olímpics de la Commonwealth de la Joventut del 2008 en els 10 m pistola d'aire i va competir en els Jocs Olímpics de 2012 i 2016 representant Austràlia en pentatló modern.